# Hohwacht (Østersøen)
Hohwacht er en by og kommune i det nordlige Tyskland, beliggende i Amt Lütjenburg i den nordøstlige del af Kreis Plön. Kreis Plön ligger i den østlige/centrale del af delstaten Slesvig-Holsten.

## Geografi
Hohwacht er beliggende i landskabet Wagrien med Großer Binnensee mod vest og Østersøen mod nord. I kommunen ligger ud over Hohwacht, landsbyerne Haßberg og Schmiedendorf.